# Fernando Morientes
Fernando Morientes Sánchez (n. 5 aprilie 1976, Cilleros, Extremadura, Spania) este un fotbalist spaniol liber de contract, care joacă pe post de atacant. Pe plan internațional, are prezențe la națională pentru Spania U-20⁠(d), Spania U-21, Spania, Spania U-18⁠(d) și Spania U23⁠(d).

## Palmares

### Club
- Real Madrid:
  - Liga Campionilor UEFA: 1997–98, 1999-2000, 2001–02
  - Liga Spaniolă: 2000–01, 2002–03
  - Supercupa Spaniei: 1997, 2001, 2003
- Liverpool:
  - Cupa FA: 2005–06
  - Supercupa Europei: 2005
- Valencia:
  - Cupa Spaniei: 2007–08
- Marseille:
  - Liga Franceză: 2009–10
  - Cupa Franței: 2009–10

### Individual
- Liga Campionilor UEFA: Golgheter în 2004